# Adeline (Illinois)
Adeline é uma vila localizada no estado americano de Illinois, no Condado de Ogle.

## Demografia
Segundo o censo americano de 2000, a sua população era de 139 habitantes.
Em 2006, foi estimada uma população de 144, um aumento de 5 (3.6%).

## Geografia
De acordo com o United States Census Bureau tem uma área de
0,7 km², dos quais 0,7 km² cobertos por terra e 0,0 km² cobertos por água.

## Localidades na vizinhança
O diagrama seguinte representa as localidades num raio de 20 km ao redor de Adeline.